# منعم (اسم)
منعم هو اسم علم مذكر من أصل عربي، ومعناه هو بصيغة اسم الفاعل الواهب. وإذا عرف بأل كان من أسماء الله الحسنى، وقد يركبون الاسم بالإضافة فيقولون عبد المنعم أي عبد الله.

## شخصيات تحمل الاسم
- منعم العابد (منافِس أوليمبي تونسي، القرن 20 – )
- منعم الفقير (1953 – )
- منعم سليمان عطرون
- منعم يوسف (لاعب كرة قدم عراقي)

## وصلات خارجية
- موسوعة السلطان قابوس لأسماء العرب